# Mogollon Rim
Mogollon Rim (kant/rand) ligger i det nordlige Arizona, USA og strækker sig mere end 480 km tværs gennem Arizona og ind i New Mexico. Rim'en er formet ved opløftning og erosion, som begyndte for mere end 25 millioner år siden, og det var længe før den store flod Colorado River begyndte at forme Grand Canyon.
Mogollon Rim løber igennem Arizona fra nordvest mod sydøst over næsten 320 km. Det store skovområde, som dækker rim'en er en del af verdens største bestand af massive fyrretræer.
Mogollon Rim er opkaldt efter den spanske guvernør Don Juan Ignacio Flores de Mogollon, generalkaptajn over New Mexico 1712-1715.